# Pange (Moselle)
Pour les articles homonymes, voir Pange.
Pour l’article ayant un titre homophone, voir Panges.
Pange est une commune française située dans le département de la Moselle, en région Grand Est. Elle comprend Domangeville et Mont.

## Géographie

### Localisation
La commune de Pange est située à environ 15 kilomètres au sud-est de Metz. Son territoire communal est traversé par la Nied française.

### Communes limitrophes
| Colligny  | Courcelles-Chaussy |            |
| Laquenexy | Pange              | Maizeroy   |
|           | Sanry-sur-Nied     | Bazoncourt |

### Géologie et relief
La commune se compose de 38,94 hectares de territoires artificialisés (4,37 %), 599,43 hectares de territoires agricoles (67,20 %) et 253,84 hectares de forêts et milieux semi-naturels (28,46 %).
Espaces naturels :
- Une zone naturelle d'intérêt écologique, faunistique et floristique (Znieff) :

Vallée de la Nief française de Landroff à Landonvillers.
Hydrogéologie et climatologie : Système d’information pour la gestion des eaux souterraines du bassin Rhin-Meuse :
Territoire communal : Occupation du sol (Corinne Land Cover); Cours d'eau (BD Carthage),
Géologie : Carte géologique; Coupes géologiques et techniques,
 Hydrogéologie : Masses d'eau souterraine; BD Lisa; Cartes piézométriques.

### Sismicité
Commune située dans une zone 1 de sismicité très faible.

### Climat
Pour des articles plus généraux, voir Climat du Grand Est et Climat de la Moselle.
En 2010, le climat de la commune est de type climat océanique dégradé des plaines du Centre et du Nord, selon une étude du Centre national de la recherche scientifique s'appuyant sur une série de données couvrant la période 1971-2000. En 2020, Météo-France publie une typologie des climats de la France métropolitaine dans laquelle la commune est exposée à un climat semi-continental et est dans la région climatique  Lorraine, plateau de Langres, Morvan, caractérisée par un hiver rude (1,5 °C), des vents modérés et des brouillards fréquents en automne et hiver. 
Pour la période 1971-2000, la température annuelle moyenne est de 9,8 °C, avec une amplitude thermique annuelle de 16,9 °C. Le cumul annuel moyen de précipitations est de 769 mm, avec 11,8 jours de précipitations en janvier et 9,1 jours en juillet. Pour la période 1991-2020, la température moyenne annuelle observée sur la station météorologique de Météo-France la plus proche, « M.n.l. », sur la commune de Goin à 15 km à vol d'oiseau, est de 10,7 °C et le cumul annuel moyen de précipitations est de 678,8 mm. 
La température maximale relevée sur cette station est de 39,5 °C, atteinte le 24 juillet 2019 ; la température minimale est de −16,3 °C, atteinte le 2 janvier 1997,,. 
Les paramètres climatiques de la commune ont été estimés pour le milieu du siècle (2041-2070) selon différents scénarios d'émission de gaz à effet de serre à partir des nouvelles projections climatiques de référence DRIAS-2020. Ils sont consultables sur un site spécial publié par Météo-France en novembre 2022.

### Hydrographie et les eaux souterraines
La commune est située dans le bassin versant du Rhin au sein du bassin Rhin-Meuse. Elle est drainée par la Nied, le ruisseau de Chee et le ruisseau de l'Étang de Pange.
La Nied, d'une longueur totale de 96,7 km, prend sa source dans la commune de Marthille, traverse 47 communes françaises, puis poursuit son cours en Allemagne où elle se jette dans la Sarre.

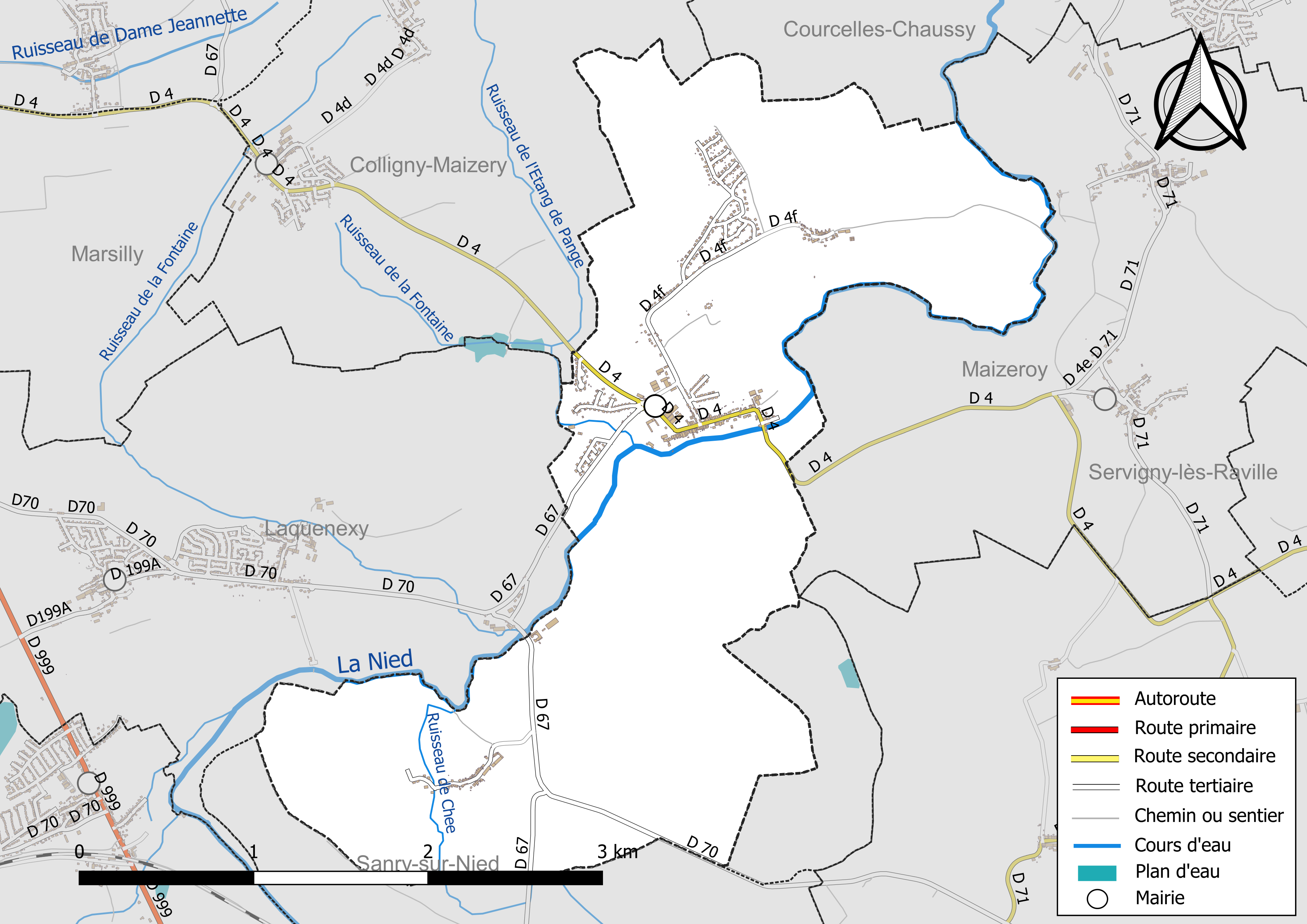
Réseaux hydrographique et routier de Pange.

La qualité des eaux des principaux cours d’eau de la commune, notamment de la Nied, peut être consultée sur un site spécial géré par les agences de l’eau et l’Agence française pour la biodiversité.

### Voies de communications et transports

#### Voies routières
- Autoroute A314 : Échangeur Metz.
- Autoroute A315 : Échangeur Montoy-Flanville.

#### Transports en commun

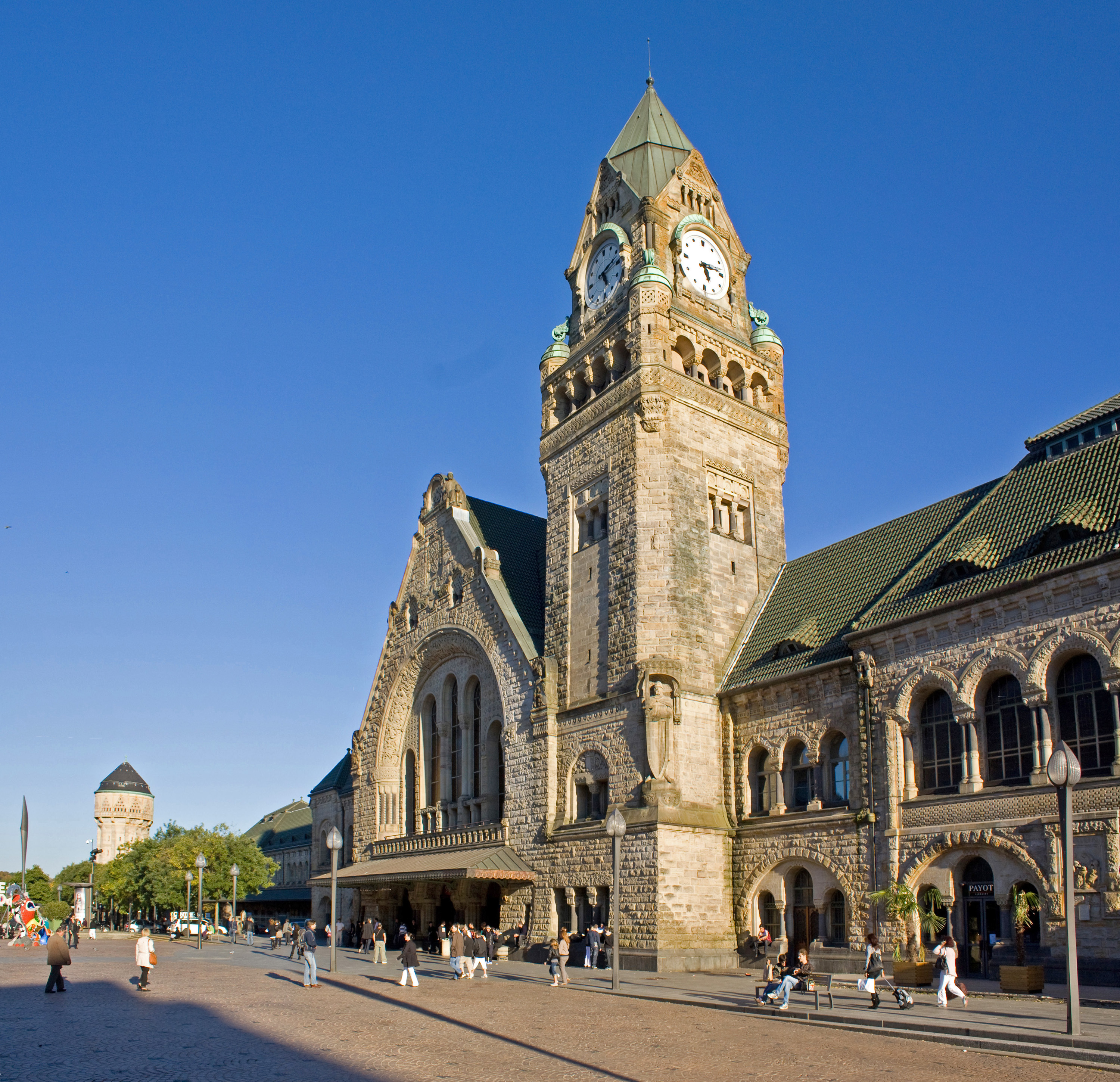
Gare de Metz-Ville.

- Fluo Grand Est.

#### Lignes SNCF
- Gare de Rémilly,
- Gare de Metz-Ville,
- Gare de Metz-Nord,
- Gare de Luzy,
- Gare d'Ars-sur-Moselle.

## Urbanisme

### Typologie
Au 1er janvier 2024, Pange est catégorisée commune rurale à habitat dispersé, selon la nouvelle grille communale de densité à sept niveaux définie par l'Insee en 2022.
Elle est située hors unité urbaine. Par ailleurs la commune fait partie de l'aire d'attraction de Metz, dont elle est une commune de la couronne,. Cette aire, qui regroupe 245 communes, est catégorisée dans les aires de 200 000 à moins de 700 000 habitants,.

### Occupation des sols
L'occupation des sols de la commune, telle qu'elle ressort de la base de données européenne d’occupation biophysique des sols Corine Land Cover (CLC), est marquée par l'importance des territoires agricoles (67,3 % en 2018), une proportion sensiblement équivalente à celle de 1990 (67,5 %). La répartition détaillée en 2018 est la suivante : 
prairies (36,1 %), forêts (28,3 %), terres arables (27,2 %), zones urbanisées (4,4 %), zones agricoles hétérogènes (4 %). L'évolution de l’occupation des sols de la commune et de ses infrastructures peut être observée sur les différentes représentations cartographiques du territoire : la carte de Cassini (XVIIIe siècle), la carte d'état-major (1820-1866) et les cartes ou photos aériennes de l'IGN pour la période actuelle (1950 à aujourd'hui).

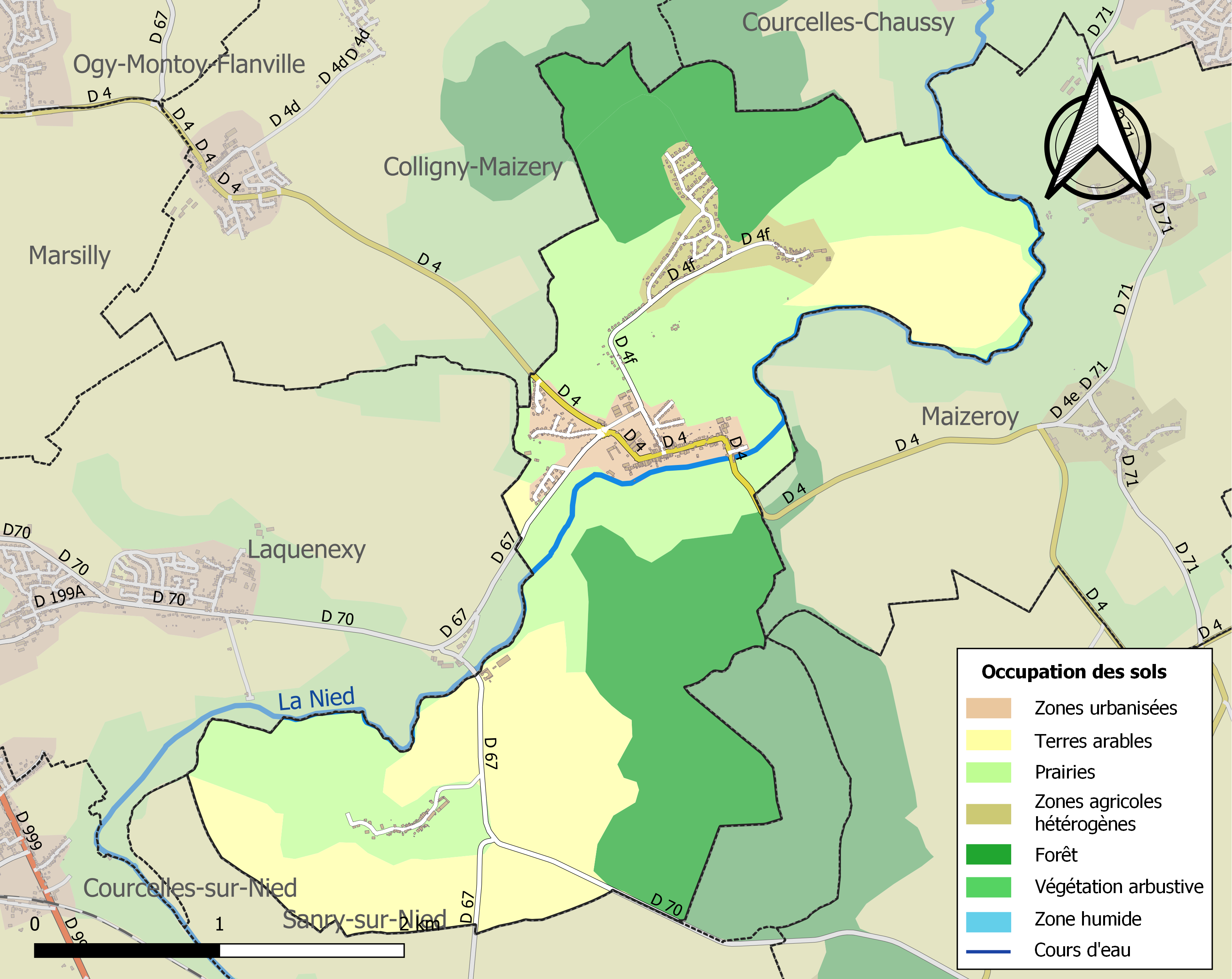
Carte des infrastructures et de l'occupation des sols de la commune en 2018 (CLC).

## Toponymie
- Le village est mentionné sous les formes tardives Spanges en 1093 et Espanges en 1137[18]. D'après ces formes anciennes, il n'y a sans doute pas lieu d'y voir un archétype germanique en -ing > -ange, comme ailleurs dans la région, d'autant plus que Pange n'est pas situé dans l'aire de diffusion de ces noms de lieux qui commence plus au nord et plus à l'est. Gamillscheg[19] considère qu'il s'agit du francique spanga, verrou ou solive (cf. la commune néerlandaise de Spanga), dont la signification toponymique reste cependant obscure. Un /s/ final roman est souvent ajouté aux noms de lieux d'origines germaniques (cf. Bierges, Bouafles, Neaufles, Avesnes, etc.). La phonétique régulière attendue aurait dû être « Épanges », conformément à l'évolution des formes anciennes connues. Homophonie sans doute fortuite avec Panges (Côte-d'Or) (de Pangis 1147, Paanges 1199).
- Spanges (1093), Espanges (1137), Pangis (1138), Espenges (1238), La maison Despaignes (1404), Painge (1404), Penge (1423), Painges (1490), Pangis/Panges/Pangia (1544), Penges (1585), Panche (1756), Pange (1793).
- En lorrain roman : Painge.
- En allemand : Spangen (1915-1918), Spangen an der Nied (1940-1944).

## Histoire
Pange est pourvue d’un château témoignage de sa splendeur d’autrefois mais aussi de son importance dont les possesseurs, la famille Thomas de Pange, portent depuis le XVIIIe siècle, le titre de marquis et a donné plusieurs des siens à la littérature française.
Village du duché de Lorraine qui dépendait du bailliage de Boulay en 1770, devient français en 1766. Chef-lieu de canton depuis 1801, le village fut donné à l’Allemagne en 1871, revint à 1918 à la France, retourna à l’Allemagne en 1940 au gré des défaites de ses possesseurs. Il est français depuis 1944. Pange était un véritable pôle local, satellisée par plusieurs localités qui dépendaient d’elle, on peut citer Ogy et Puche.
Mont (Moselle) est réuni à Pange par décret du 21 septembre 1812.
Le presbytère est construit en 1842.
En 1844, le village compte 412 habitants. L’école est fréquentée par 44 garçons et 42 filles et les revenus de l'instituteur sont de 500 fr.
En 1852, il y a 447 habitants pour 86 maisons. L’école est fréquentée par 45 filles et une autre par 50 garçons. Le village possède 11 granges, 2 fermes, 62 chevaux, 4 puits publics. Les revenus communaux sont de 100 fr. L’économie du village est basée sur l’élevage de bestiaux et un peu de volailles. La chasse est peu abondante en lièvres, cailles et perdrix. Il y a un boulanger, un moulin à l’anglaise pour la farine et le plâtre. On cultive la vigne pour le vin, les terres donnent du blé, de l’avoine, des pommes de terre, des légumes secs et de bons foins et pâturages. La commune peut loger 100 chevaux et 200 hommes.
Comme les autres communes de l'actuel département de la Moselle, la commune, rebaptisée Spangen, est annexée à l’Empire allemand de 1871 à 1919. Lorsque la Première Guerre mondiale éclate, les Mosellans se battent loyalement pour l’Empire allemand. En dépit de leur attachement à l’Empire, les habitants de la commune accueillent avec joie la fin des hostilités. Le village n'eut pas à souffrir de dégâts à cette époque.
La commune est de nouveau annexée de 1940 à 1944 à l'Allemagne. En 1940-1941, de nombreux Mosellans sont expulsés. Au cours de la bataille de Metz, la commune n'est pas épargnée par les combats. Malgré la combativité de la 462e Volks-Grenadier-Division, Pange est libérée par les troupes du XXe corps américains, le 21 novembre 1944, à la fin de la bataille de Metz.
Pange reçoit Domangeville en 1936.

## Politique et administration
| Période                                  | Période  | Identité        | Étiquette  | Qualité                                                                         |
| ---------------------------------------- | -------- | --------------- | ---------- | ------------------------------------------------------------------------------- |
| Les données manquantes sont à compléter. |          |                 |            |                                                                                 |
| an VIII-                                 |          | Pierre Marsal   |            | Ancien maire de Mont                                                            |
| an VIII                                  |          | François Chatel |            |                                                                                 |
| mars 1977                                | 2014     | Marc Mayot      | PS puis SE |                                                                                 |
| 2014                                     | En cours | Roland Chloup   | SE-DVD     | Cadre Président de la Communauté de communes Conseiller départemental suppléant |

### Budget et fiscalité 2023
En 2023, le budget de la commune était constitué ainsi :
- total des produits de fonctionnement : 602 000 €, soit 673 € par habitant ;
- total des charges de fonctionnement : 468 000 €, soit 524 € par habitant ;
- total des ressources d'investissement : 1 550 000 €, soit 1 734 € par habitant ;
- total des emplois d'investissement : 1 011 000 €, soit 1 130 € par habitant ;
- endettement : 1 032 000 €, soit 1 155 € par habitant.

Avec les taux de fiscalité suivants :
- taxe d'habitation : 18,93 % ;
- taxe foncière sur les propriétés bâties : 24,35 % ;
- taxe foncière sur les propriétés non bâties : 47,64 % ;
- taxe additionnelle à la taxe foncière sur les propriétés non bâties : 0,00 % ;
- cotisation foncière des entreprises : 0,00 %.

Chiffres clés Revenus et pauvreté des ménages en 2021 : médiane en 2021 du revenu disponible, par unité de consommation : 29 680 €.

## Population et société

### Démographie

#### Évolution démographique
En 1844, le village possède 412 habitants pour 45 maisons.
L'évolution du nombre d'habitants est connue à travers les recensements de la population effectués dans la commune depuis 1793. Pour les communes de moins de 10 000 habitants, une enquête de recensement portant sur toute la population est réalisée tous les cinq ans, les populations de référence des années intermédiaires étant quant à elles estimées par interpolation ou extrapolation. Pour la commune, le premier recensement exhaustif entrant dans le cadre du nouveau dispositif a été réalisé en 2005.

En 2022, la commune comptait 870 habitants, en évolution de −0,8 % par rapport à 2016 (Moselle : +0,52 %, France hors Mayotte : +2,11 %).
| 1793 | 1800 | 1806 | 1821 | 1836 | 1841 | 1861 | 1866 | 1871 |
| ---- | ---- | ---- | ---- | ---- | ---- | ---- | ---- | ---- |
| 192  | 229  | 265  | 412  | 443  | 412  | 394  | 361  | 295  |

| 1875 | 1880 | 1885 | 1890 | 1895 | 1900 | 1905 | 1910 | 1921 |
| ---- | ---- | ---- | ---- | ---- | ---- | ---- | ---- | ---- |
| 329  | 335  | 358  | 317  | 310  | 283  | 327  | 318  | 231  |

| 1926 | 1931 | 1936 | 1946 | 1954 | 1962 | 1968 | 1975 | 1982 |
| ---- | ---- | ---- | ---- | ---- | ---- | ---- | ---- | ---- |
| 231  | 235  | 247  | 340  | 412  | 364  | 484  | 505  | 732  |

| 1990 | 1999 | 2005 | 2006 | 2010 | 2015 | 2020 | 2022 | - |
| ---- | ---- | ---- | ---- | ---- | ---- | ---- | ---- | - |
| 857  | 781  | 814  | 865  | 930  | 885  | 876  | 870  | - |

Évolution de la population de Mont :
- 1806 : 139.

### Enseignement
Établissements d'enseignements :
- Écoles maternelles et primaires.
- Collèges à Rémilly, Peltre, Metz.
- Lycées à Courcelles-Chaussy, Metz, Peltre.

### Santé
Professionnels et établissements de santé :
- Médecins à Pange, Courcelles-Chaussy, Courcelles-sur-Nied, Retonfey.
- Pharmacies à Courcelles-Chaussy, Courcelles-sur-Nied, Rémilly.
- Hôpitaux à Jury, Charleville-sous-Bois, Boulay-Moselle, Metz.
- Centre hospitalier régional de Metz-Thionville.

### Cultes
- Culte catholique, Communauté de Paroisses Saint-Élie et Sainte-Claire du Sillon d'Espérance du Val de Nied[33], Diocèse de Metz.

## Économie

### Entreprises et commerces

#### Agriculture
- Culture et élevage associés.
- Élevage d'autres bovins et de buffles.
- Élevage d'autres animaux.
- Élevage de chevaux et d'autres équidés.
- Culture de légumes, de melons, de racines et de tubercules.

#### Tourisme
- Hébergements et restauration à Laquenexy, Silly-sur-Nied, Vaucremont.

#### Commerces
- Commerces et services de proximité[34] à Metz, Courcelles-Chaussy, Lemud, Liéhon.

## Culture locale et patrimoine

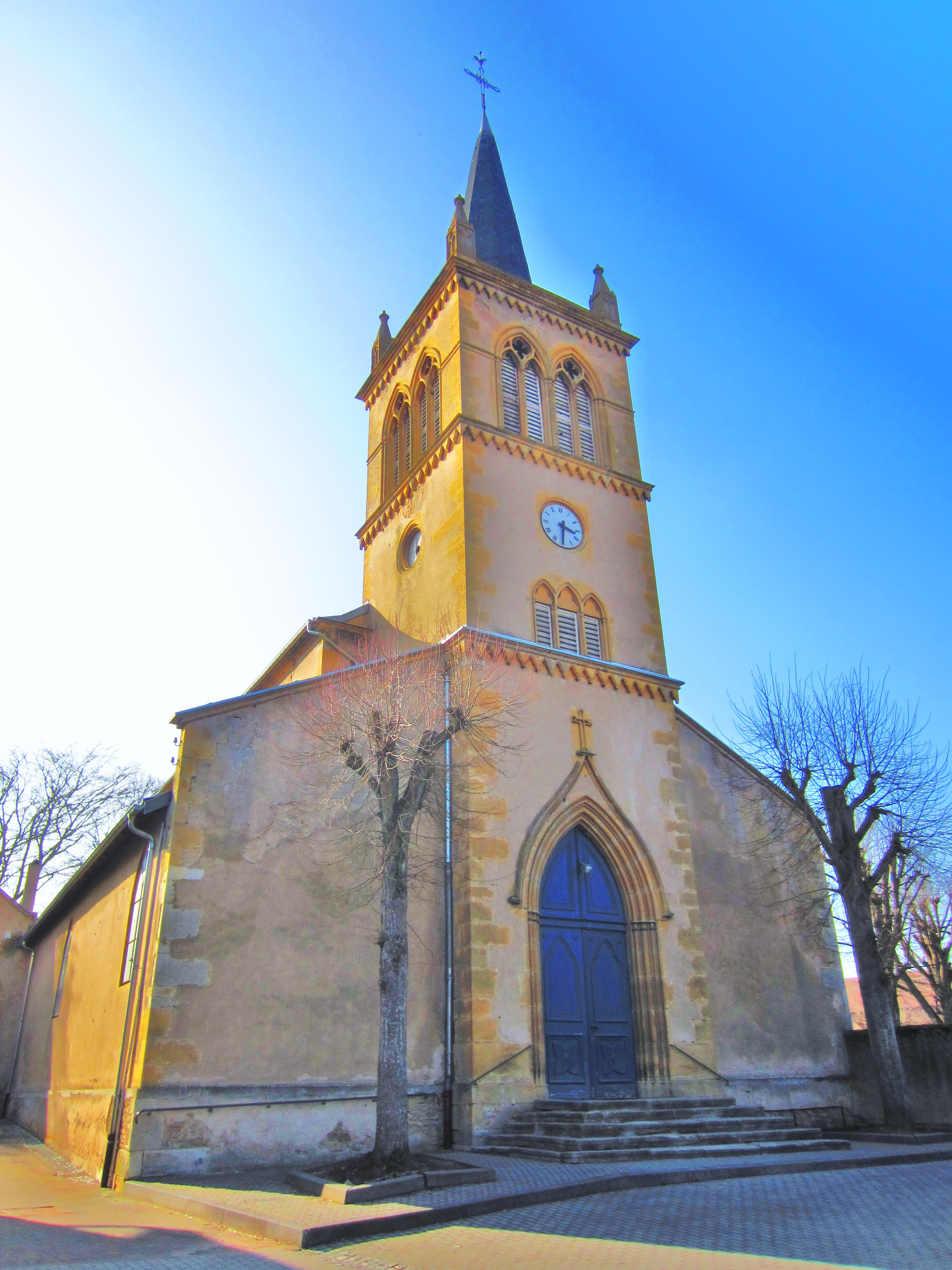
Église Saint-Martin.
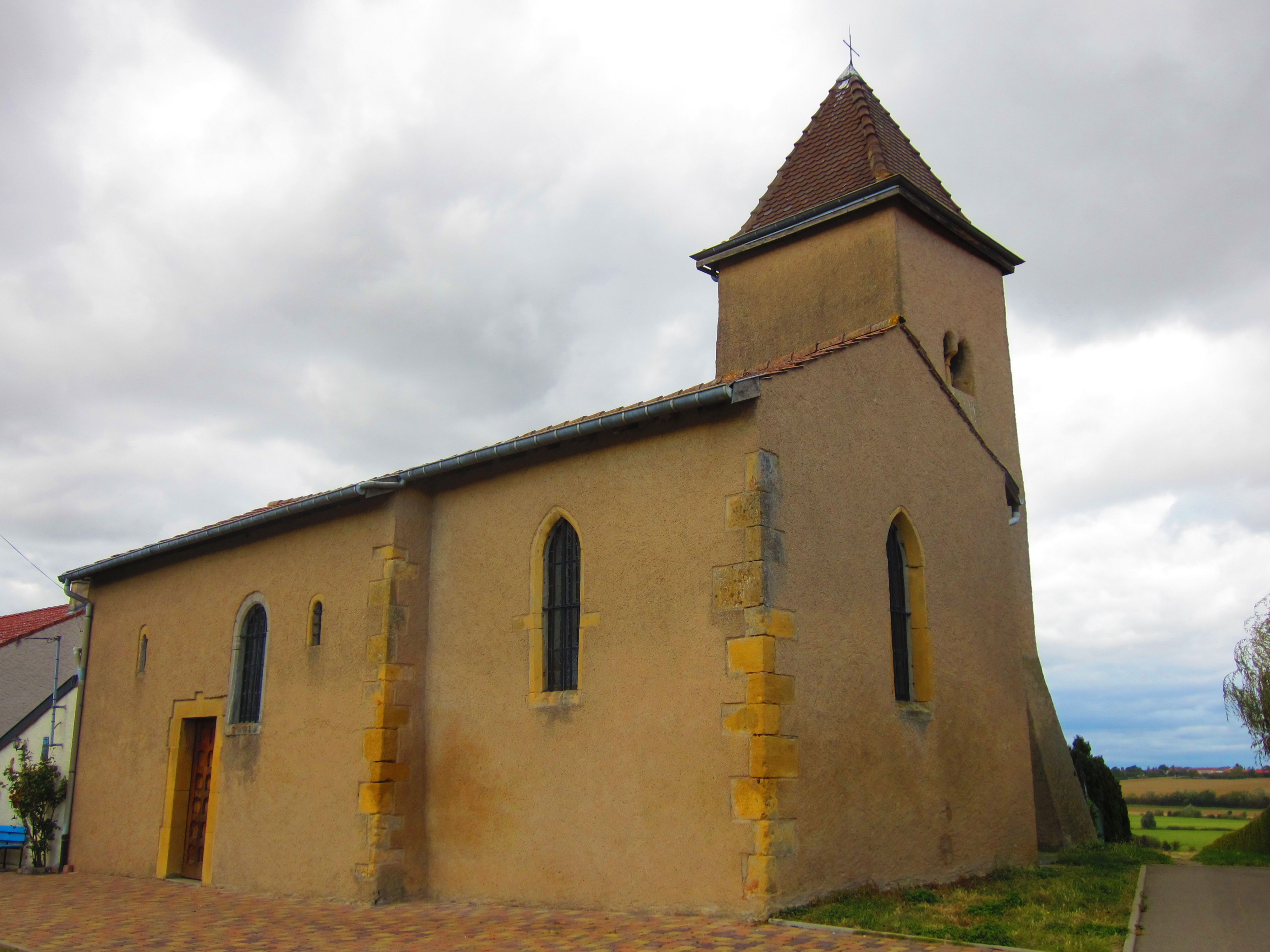
Chapelle Saint-Laurent de Domangeville.
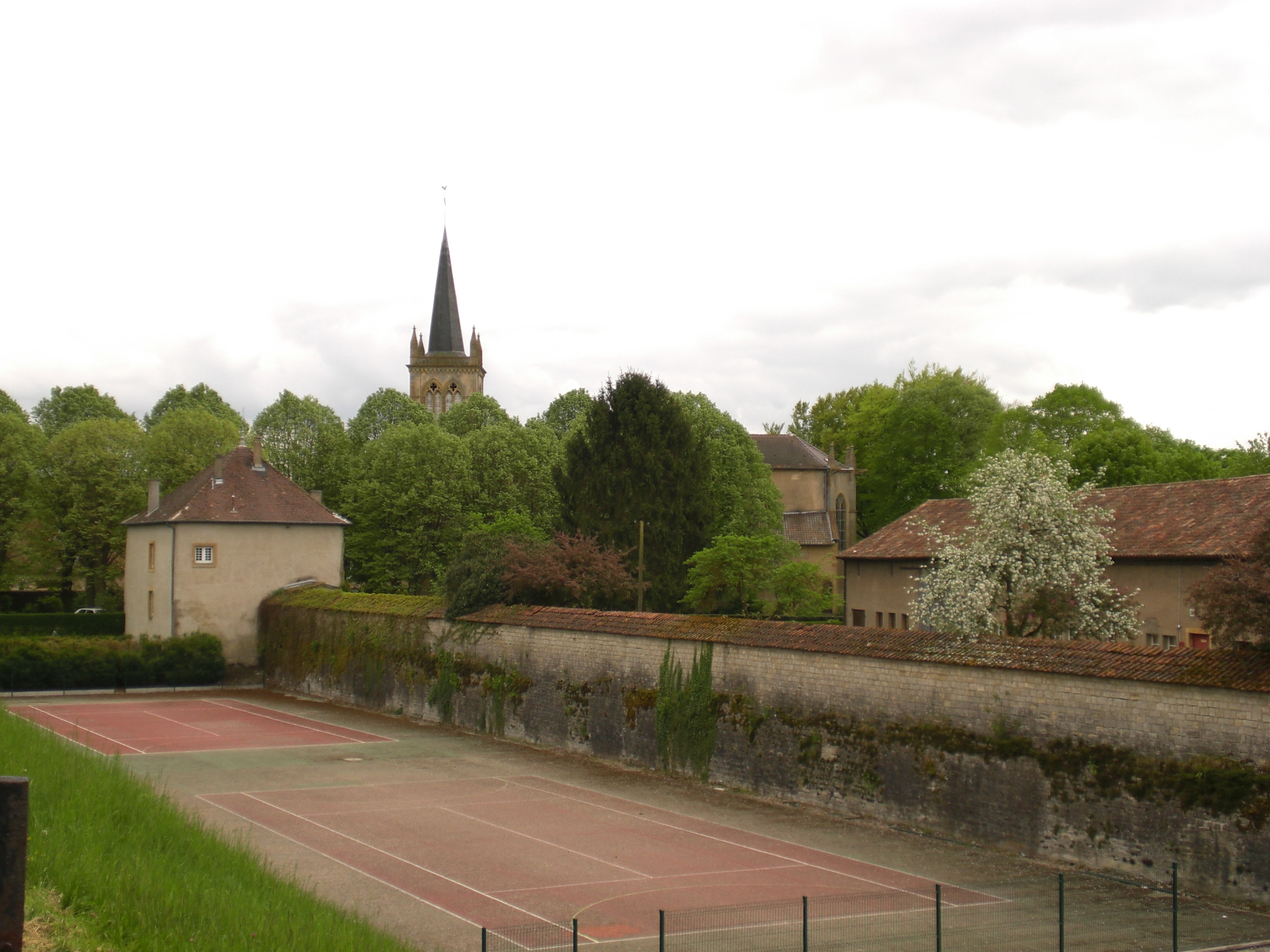
Lorraine de la gare ancienne.

### Lieux et monuments
- Passage d'une voie romaine ; vestiges de villas[35].
- Château de Pange[36],[37],[38].

Jardin bénéficiant du label Jardin remarquable,,.

#### Édifices religieux
- Église Saint-Martin, style néo-gothique, avec chapelle castrale ; signalée pour la première fois dans un document de 1093, reconstruite pour la dernière fois de 1842 à 1844 grâce à la générosité de l’abbé Bégin, curé de la paroisse, ainsi que de dons particuliers, notamment du marquis de Pange[42]. La restauration de l'église a bénéficié du soutien de la Fondation du patrimoine[43],[44].

L’édifice est béni par Mgr Paul Dupont des Loges le 21 avril 1844.
Le clocher culmine à 33 m ; la nef fait 33 m de long et 16 de large ; la voûte, de forme ogivale, avec bas-côtés, a 12 m de hauteur ;
Le chœur contient six vitraux de Laurent-Charles Maréchal.
Verrière figurée : Vierge à l'Enfant, têtes, saint Jean-Baptiste, calvaire, Samson combattant le lion (?) ;
Verrière allégorique ;
Orgue Dalstein-Haerpfer (1888).
Réfection du clocher et du système campanaire par la Société Bodet en 2022.
- Croix dans le parc du château et une autre dans les champs[49].
- Chapelle Saint-Laurent de Domangeville[50].
- Monument aux morts[51] : Conflits commémorés : 1870-1871-  1914-1918[52],[53].

### Personnalités liées à la commune
- Jacques Thomas de Pange (1770-1850), officier des armées de la Royauté, de la République, de l'Empire et de la Restauration, maréchal de camp; né à Paris, décédé dans la commune.
- Jean de Pange (1881-1957), écrivain et historien.
- Pauline de Broglie, son épouse et collaboratrice.
- Jean de Pange (1917-1999), pilote de l’escadrille Normandie-Niémen et membre de la « France Libre » de 1940 à 1945.
- André Droitcourt (1932-2009), homme politique français, né à Pange.

### Héraldique
| Blason de Pange (Moselle) | Blason  | Écartelé: aux 1er et 4e d'or à la bande de gueules chargée de trois alérions d'argent, au 2e de gueules à la fleur de lis d'argent florencée de deux palmes de sinople, au 3e de gueules à deux clefs d'or, les pannetons adossés, et accostées de deux croix de Lorraine d'argent. |
| Blason de Pange (Moselle) | Détails | Création : Commission Héraldique de la Moselle. Adopté le 2 mars 1949. |